# 全反式视黄醇脱氢酶 (NAD+)
全反式视黄醇脱氢酶 (NAD+)（EC 1.1.1.105 （页面存档备份，存于）），是一种以NAD+或NADP+为受体、作用于供体CH-OH基团上的氧化还原酶，化学式为：C1770H2850O516N472S22Zn2。这种酶能催化以下酶促反应：
全反式视黄醇-视黄醇结合蛋白 + NAD+ {\displaystyle \rightleftharpoons } 全反式视黄醛-视黄醇结合蛋白 + NADH + H+
全反式视黄醇脱氢酶 (NAD+)能以全反式视黄醇和全反式视黄醛为底物，且对NAD+/NADH辅因子有很强的特异性。这种酶既能识别处于游离态的底物也能识别与视黄醇结合蛋白相结合时的底物，但对结合状态下的底物具有更高的亲和性。